# Крупнов, Анатолий Германович
Анато́лий Ге́рманович Крупно́в (24 марта 1965, Москва — 27 февраля 1997, Москва) — советский и российский музыкант, бас-гитарист-виртуоз, вокалист, композитор, поэт, актер театра и кино, радиоведущий. Основатель и лидер групп «Чёрный обелиск» и «Крупский сотоварищи». Участник коллективов «Шах», «Неприкасаемые», «ДДТ», «Воскресение».

## Биография

### Ранние годы
Анатолий Крупнов родился 24 марта 1965 года в Москве, жил с родителями на Проспекте Мира, дом 180. Параллельно с учебой в средней школе занимался легкой атлетикой и учился в музыкальной школе по классу скрипки. Самостоятельно научился играть на гитаре и участвовал в ансамбле «Сверчки» при Доме пионеров.
По окончании школы поступил в МАДИ, который не окончил, решив посвятить свою жизнь музыке. В это время Крупнов приступил к освоению бас-гитары, которая затем навсегда становится его основным инструментом. Тогда он слушал Deep Purple, Nazareth, AC/DC, Queen, Genesis, Yes, Jethro Tull и другие популярные рок-группы 1970-х годов, оказавшие заметное влияние на его ранние песни. Но самой любимой группой, как он говорил, была Motörhead.
В конце 1984 года Крупнов начал играть в джаз-рок-группе «Проспект», в составе которой писал свои первые авторские рок-композиции. Постепенно раскрывающиеся лидерские качества Крупнова привели к тому, что на базе «Проспекта» он создал новый коллектив, ориентированный на набирающую моду «тяжелую» музыкальную стилистику — группу «Чёрный обелиск».

### «Чёрный обелиск», 1986—1988
Собранный Крупновым в августе 1986 года на волне свободных перестроечных настроений в СССР и бума стиля хэви-метал «Чёрный обелиск» сразу завоевал себе статус культового коллектива московской рок-сцены — благодаря впечатляющим, ярким, эмоциональным и концептуально-мистичным сценическим действам. Возложив на себя функции басиста, вокалиста, основного композитора, аранжировщика и автора текстов, Анатолий Крупнов интенсивно генерировал и воплощал творческие идеи. За два года существования «Чёрный обелиск» под его руководством создал три концертные программы: «Апокалипсис» (1986), «Цветы зла» (1987) — цикл композиций на стихи Шарля Бодлера, а также «Серый святой» (1988).
Каждый концерт «Черного обелиска» — хорошо срежиссированная театральная постановка. Девиз группы того времени — «Борьба со злом». На концертах Крупнов цитировал строчки из книги «Мастер и Маргарита» (начало песни «Абадонна»), играл на скрипке (вступление к песне «Фантастическая гравюра»). Сама сцена была оформлена в мрачных, готичных тонах, барабаны покрыты паутиной, а перед ними находился огромный череп, в глазах которого вращались лазеры-прожекторы. Группа активно использовала световые и пиротехнические эффекты. Между песнями не было пауз — их пространство было заполнено специальными звуками (бой часов, шум ветра, гомон толпы и пр.). Весь концерт Крупнов держал внимание аудитории на себе и за выступление произносил в зал лишь одну фразу, ставшую его фирменным кличем, — перед последней заглавной композицией: «Черный обелиск приветствует своих болельщиков!».
В феврале 1988 года «Чёрный обелиск» занял второе место на фестивале «Металлопластика» в Свердловске, а в мае стал лауреатом конкурса «Звуковая дорожка». Тем не менее, летом 1988 года, на самом пике популярности, группа внезапно была Крупновым расформирована (причины, которые он впоследствии называл в «Акулах пера» — плотный гастрольный график и собственное пьянство). От того периода «Черного обелиска» сохранились различные концертные аудио- и видеозаписи, демонстрирующие особую атмосферу живых выступлений команды.
Единственной официальной студийной записью группы того времени является песня «Полночь», записанная в 1987 и вышедшая во Франции в 1989 году на сборной пластинке «De Lenine A Lennon». На песню в 1987 году был смонтирован видеоклип — для фильма «Рок вокруг Кремля» («Rock Around the Kremlin»).

### «Shah»
В августе 1988 года, после двух лет игры в основанном им же коллективе «Черный обелиск», Анатолий Крупнов перешёл на контрактную работу в один из наиболее профессиональных российских «тяжелых» составов — трио «Shah». Свой первый концерт в составе «Shah» Крупнов сыграл 3 августа 1988 года на Малой спортивной арене «Лужников», а затем отправился с группой на гастроли в Венгрию.
Поскольку скоростная музыка «Shah» требовала принципиально иного «запаса прочности», Анатолий Крупнов оставил функции фронтмена и автора песен, более серьёзно осваивая бас-гитару и оттачивая техническое мастерство. Совмещая интенсивные репетиции с каждодневными многочасовыми занятиями на инструменте, Крупнов в кратчайший период совершил серьезный качественный скачок в игре — за три месяца он поднял свои исполнительские навыки басиста на принципиально иной уровень.

### Альбом «Beware»
В ноябре 1988 года «Shah» отправился в Мюнхен, на студию Red Line для записи своей дебютной пластинки. За неделю до поездки Крупнов сломал кисть и пальцы на правой руке, однако не отменил своего участия в студийных сессиях и со сломанной рукой, превозмогая боль, записывает все бас-гитарные партии альбома. С 12 по 29 ноября 1988 года, живя в студии и работая по десять часов в сутки, «Shah» записал альбом, получивший название «Beware».
В мае 1989 года лейблом Atom H пластинка «Beware» была выпущена в продажу на европейский музыкальный рынок и собрала положительные рецензии в специализированной западной прессе (например, журнал Metal Hammer поставил ей 5,3 балла). «Shah» подписал контракт с немецкой компанией Major Records International, группа проводила концертные телевизионные съемки в программе Mosh Special и промопоездки по Германии. Также снимался видеоклип на песню «Save the Human Race».

### Anton Garcia Grand Orchestra
Вернувшись домой в СССР, «Shah» перешёл в Центр Стаса Намина и начал работу над вторым альбомом. В это время лидер коллектива Антон Гарсия начал пробовать свои силы в иных музыкальных течениях и, переключившись на сольное творчество, создал студийный арт-рок-проект «Anton Garcia Grand Orchestra». Летом 1990 года Крупнов записал партии баса для нескольких композиций этого проекта, который оставался неизданным вплоть до 2019 года. В 2019 вышел диск под названием Anton Garcia Hopeles Time, после чего из-за общего концертного и студийного простоя в деятельности «Shah» принял решение покинуть состав. О своем уходе Крупнов заранее проинформировал участников группы, продолжая репетировать и ездить на гастроли, а найдя себе на замену молодого бас-гитариста Алексея Овчинникова, полностью разучил с ним программу «Shah».

### Возрожденный «Черный обелиск»
В августе 1990 года Анатолий Крупнов покинул «Shah», для того чтобы воссоздать свой коллектив «Черный обелиск», в новой музыке которого реализовал накопленные за два года сессионной игры в «Shah» музыкальные идеи и технические наработки. Первый концерт возрождённый «Обелиск» сыграл 23 сентября 1990 года на фестивале «Железный марш», проходившем в московском Доме культуры им. Горбунова. В 1990 году «Черный обелиск» на своей репетиционной базе сделал пробную запись трех новых песен — мини-альбом, распространявшийся под названием «Жизнь после смерти». Некоторые идеи, задействованные Крупновым в новой музыке «Обелиска», первоначально были музыкальными темами для второго альбома группы «Shah» (например, припев песни «Стена» и композиция «We Got Enough»).

### Магнитоальбом «Стена»
Весной 1991 года вышел первый полноценный магнитофонный альбом «Черного обелиска» «Стена» — запись, на которой впервые в полной мере проявился и раскрылся бас-гитарный талант Анатолия Крупнова. Альбом отличают его яркая бас-гитарная игра и плотный звук, скоростные сольные бас-«вставки», а также супертехничное басовое соло в заглавной композиции. Крупнов завоевал себе репутацию одного из лучших бас-гитаристов страны, занимая лидирующие места во всевозможных хит-парадах различных изданий («Московский комсомолец», «Железный марш» и др.).
На магнитоальбоме «Стена» был выдержан гармоничный баланс между старыми вещами группы, записанными в новых аранжировках, и новыми композициями, демонстрировавшими свежие музыкальные устремления Крупнова и его музыкальных сотоварищей. Первоначально «Стена» планировалась к изданию на пластинке, однако на виниле в результате вышли лишь две композиции («Стена» и «Аве, Цезарь») — в 1992 году на двойном сборном альбоме «Monsters Of Rock USSR».
Альбом «Стена» 1991 года стал для «Черного обелиска» и Анатолия Крупнова решающим прорывом, благодаря которому реформированный им коллектив вернул себе утраченные за период двухлетнего (1988—1990) бездействия позиции. Из статуса культовой андеграундной команды, которой являлся «Черный обелиск» в 80-е годы, группа вырвалась в первый эшелон лидеров отечественной хард’н’хэви-сцены — активная концертная деятельность, ротации на радио и телевидении, все увеличивающаяся армия болельщиков. Группа начала сотрудничать с компанией Бориса Зосимова BIZ Enterprises и участвовала в масштабных стадионных фестивалях «Монстры рока СССР». Снимались видеоклипы на песни «Стена» и «We Gоt Enough».

### Демо-альбом «One More Day»
Осенью 1991 года «Черный обелиск» записал англоязычную демо-ленту из восьми композиций под названием «One More Day». Запись была сделана по предложению компании BIZ Enterprises с целью демонстрации её западным продюсерам, и большого распространения в то время не получила (лишь две композиции в 1993 году были изданы на CD «Monsters Of Rock USSR» — «City On Fire» и «Another Day»). Англоязычное демо было отправлено на Запад, но несмотря на проявленный некоторыми компаниями интерес, продолжения не последовало.
В мае 1992 года «Черный обелиск» участвовал в масштабном турне «Монстры рока по руинам Империи Зла» совместно с группой «Sepultura» и коллективами «Shah», «Master», «E.S.T.» на «разогреве». Во всех концертах турне «Черный обелиск» работал хэдлайнером саппорт-составов[каких?].

### Альбом «Еще один день»
Музыкальный материал демо «One More Day» послужил основой для русскоязычного альбома «Черного обелиска» «Ещё один день», вышедшего летом 1992 года. Семь песен этого альбома (одна из англоязычных композиций в него не вошла) демонстрировали новое, ставшее впоследствии фирменным, звучание команды. Музыкальная ткань значительно облегчилась, но вместе с тем стала ритмичнее и жестче, аранжировки гораздо ярче и богаче, в каждой композиции риффовая «перегруженная» гитара сочеталась с аккордовой «чистой», бас-гитара ещё больше выдвинулась на передний план, а в некоторых местах Крупнов играл слэпом, что в целом для «тяжелой» музыки того времени было очень нестандартно. Изменения коснулись и текстов песен. От готичного символизма практически не осталось и следа — на смену ему пришла жесткая конкретика окружающей действительности. В целом настроение альбома характеризует термин самого Анатолия Крупнова — «веселая злость».
Русскоязычные версии композиций значительно отличались от первоначальных аранжировок «One More Day», а с точки зрения качества записи «Еще один день» — наиболее выдающийся отечественный рок-альбом того времени. «Классическая тяжелая пластинка, один из главных дисков в истории русского хард’н’хэви…» — так спустя много лет его охарактеризовало информационное агентство «Интермедиа».
Эта запись стала первым альбомом «Черного обелиска», выпущенным на виниловой пластинке. Осенью 1992 года в ДК Горбунова группа провела презентацию альбома «Еще один день». Дата концерта 13 ноября выпадала на пятницу, и он был назван «Пятница 13».
В 1992 году были сняты видеоклипы на песни «Дорога в никуда», «Убей их всех», «День прошел, а ты все жив». На фестивале Zarraza производилась видеосъемка на композицию «Серый святой» с предыдущего альбома «Стена».

### Демо-альбом «96 % + 415»
«Черный обелиск» на студии BIZ Enterprises в период с 17 января по 7 февраля 1993 года сделал пробную запись очередного материала. Данная демо-лента, получившая название «96 % + 415», содержала восемь новых вещей. Параллельно «Обелиск» вёл гастрольную деятельность и среди прочего принимал участие в двух больших концертах — играет «на разогреве» у «Accept» (10 мая) и «Faith No More» (14 июня).

### Сотрудничество с Гариком Сукачевым и группой «Неприкасаемые»
Несмотря на все предыдущие достижения и найденный новый оригинальный саунд «Черного обелиска», Крупнов решил не останавливаться в своих музыкальных исканиях. Осенью 1993 года он присоединился к проекту Гарика Сукачева, получившему позже название «Неприкасаемые». Этот коллектив, первоначально собранный лишь для трех концертов в Калининграде (запись с которых была выпущена на CD в 1995 под названием «Между водой и огнем»), получил в итоге мощное развитие — в немалой степени благодаря сильному промоушену и «звездному» составу, собранному Сукачевым.
Отодвинув деятельность «Черного обелиска» на второй план, Анатолий Крупнов переключился на активную работу с «Неприкасаемыми», с которыми в итоге записал два ставших «классическими» альбома: «Брёл, брёл, брёл» (1994) и «Неприкасаемые, часть 2» (1995). Сотрудничество Крупнова с «Неприкасаемыми» продлилось до второй половины 1996 года.

### «Черный обелиск», альбомы «Я остаюсь» и ремейк «Стены»
В мае 1994 года, после долгого перерыва «Черный обелиск» приступил одновременно к записи сразу двух альбомов, которые в результате были изданы на CD.
Первый диск представлял собой ремейк магнитоальбома «Стена» 1991 года. Но перезаписанный на нём материал был представлен в другом трек-листе и в новых, значительно отличающихся от исходных, аранжировках.
Второй диск «Я остаюсь» содержал новые композиции — в основу альбома легли семь доработанных вещей с демо-ленты «96 % + 415», к которым было добавлено пять новых песен. Этот диск — самая неоднозначная и разношерстная студийная работа «Обелиска», характеризующаяся неровностью представленного на нём материала и отсутствием единой концепции. Наряду с серьезными текстовыми и музыкальными идеями на альбоме присутствуют и стебовые, ранее несвойственные для коллектива вещи: «Про любовь», «Алкарель», «Девятая песня». В то же время диск содержит ряд очень сильных номеров: «Я остаюсь», «Седьмая песня», «96 % + 415», «Дом желтого сна (часть 2)».
Бас-гитарная игра Анатолия Крупнова на альбоме «Я остаюсь» тоже видоизменилась и приобрела новые оттенки — стала более мелодичной, чаще ориентированной не на жесткую риффовую гитарную структуру, а на более свободное обыгрывание аккордовых последовательностей. Исчезли скоростные «запилы», и ещё большее внимание Крупнов стал уделять слэповой технике. Одновременно с выходом альбомов «Стена» и «Я остаюсь» осенью 1994 года на CD была переиздана пластинка «Еще один день», а на кассетах выпущен двойной ретроспективный альбом концертных записей «Черного обелиска» «Память о прошлом».
Были сняты видеоклипы на композиции «Пятая песня» и «Дом желтого сна» (версия 2), — ради съемок в котором Анатолий Крупнов состриг свои длинные волосы «под ноль».

### «Крупский и компания»
В 1994 году у Анатолия Крупнова зародилась идея создания акустического сольного альбома вне рамок музыкальной стилистики «Черного обелиска». Проект получил рабочее название «Крупский и компания» и приступил к репетициям нового материала. Весной 1995 года была произведена студийная запись, однако Крупнов остался недоволен качеством музыкальной реализации и принял решение отложить работу в сторону (идею сольного альбома он воплотил позже с другими музыкантами в проекте под названием «Крупский сотоварищи»).

### «Черный обелиск», альбом «1986-1988»
В 1995 году, параллельно с работой над проектом «Крупский и компания», «Черный обелиск» перезаписал семь своих ранних — периода 1986—1988 годов — композиций. Идея этого студийного проекта заключалась в том, чтобы к 10-летию группы перезаписать старые песни (до того существовавшие лишь в виде концертных вариантов) в максимально приближенном к оригиналу виде, но с хорошим звуком. Изменения в аранжировках были принципиально минимальными. Данный альбом, названный просто «1986-1988», был издан в 1995 году на компакт-кассетах.

### Сотрудничество с ДДТ
Осенью 1993 года Крупнов работал с группой «ДДТ» над песнями для альбома «Это всё…». Он получил предложение стать бас-гитаристом и аранжировщиком «ДДТ», приезжал на репетиции в Санкт-Петербург и делал аранжировки четырёх песен: «Духи», «Белая река», «Глазища», «Российское танго». Однако в итоге Крупнов принял решение остаться в Москве, уделяя внимание своим собственным проектам.

### Трио «Черный обелиск»
Из-за внутренних противоречий к концу 1995 года музыкальные товарищи Крупнова в полном составе покинули «Черный обелиск». Крупнов набрал новых музыкантов — к нему присоединились гитарист Дмитрий Варшавчик и барабанщик Александр Митрофанов. В таком составе, в качестве трио, обновленный «Обелиск» отпраздновал свое десятилетие. Стилистика группы сместилась в сторону фанк-рока.
В мае 1996 года «Обелиск» записал свою обработку песни «Жираф» Владимира Высоцкого для сборника «Странные скачки».
30 августа 1996 года «Черный обелиск» выступил на 2-м Байк-шоу. Коллектив играл концерты по клубам и на выезде. Сохранились аудио- и видеозаписи нескольких выступлений (например, последний на выезде в 1996 году: 26 декабря, в городе Таганрог).
Параллельно в 1996 году Крупнов работал над реализацией своего сольного студийного проекта «Крупский сотоварищи».

## Другие проекты
10 апреля 1995 года Крупнов записал акапельную обработку песни «Плещут холодные волны». В 1996 году сделал аранжировку и пишет партию бас-гитары для варианта песни «И кто его знает» в исполнении Людмилы Гурченко. Обе эти композиции появились на CD-сборнике «Митьковские песни» 1996 года.
В мае 1996 года совместно с музыкантами трио «Черный обелиск» и вокалистом группы «Ван Моо» Сергеем Савиным Крупнов записал рэп-фанк-композицию «Белый танец», в которой сочетал на бас-гитаре технические приемы слэп и тэппинг. В это же время делал набросок песни «Холодные дни», к участию в которой планировал привлечь певицу Алену Свиридову.
Осенью 1996 года Крупнов сыграл несколько концертов с группой «Воскресение», замещая на бас-гитаре Евгения Маргулиса.
Также в 1996 году Крупнов объявил о том, что пишет книгу «Записки пожилого мальчика».

### Актерская деятельность
В 1995 году Анатолий Крупнов играл в спектакле по пьесе «Контрабас» Патрика Зюскинда в театре им. Рубена Симонова. В качестве киноактера снялся в двух художественных фильмах: «Научная секция пилотов» (1996, режиссёр Андрей И) и «Право на выбор» (2000, режиссёр Евгений Митрофанов). Снимался в видеоклипах Гарика Сукачёва «За окошком месяц май» и групп «Колибри» «Волна» (1995) и «Квартал» «На последнем этаже» (1998).

### Радиопередача «Новая жизнь»
Имел проблемы с алкоголем, злоупотреблял психотропными веществами. В 1996 году, полностью пройдя реабилитационный курс лечения от наркотической зависимости, Крупнов начал вести антинаркотическую радиопередачу на М-Радио.

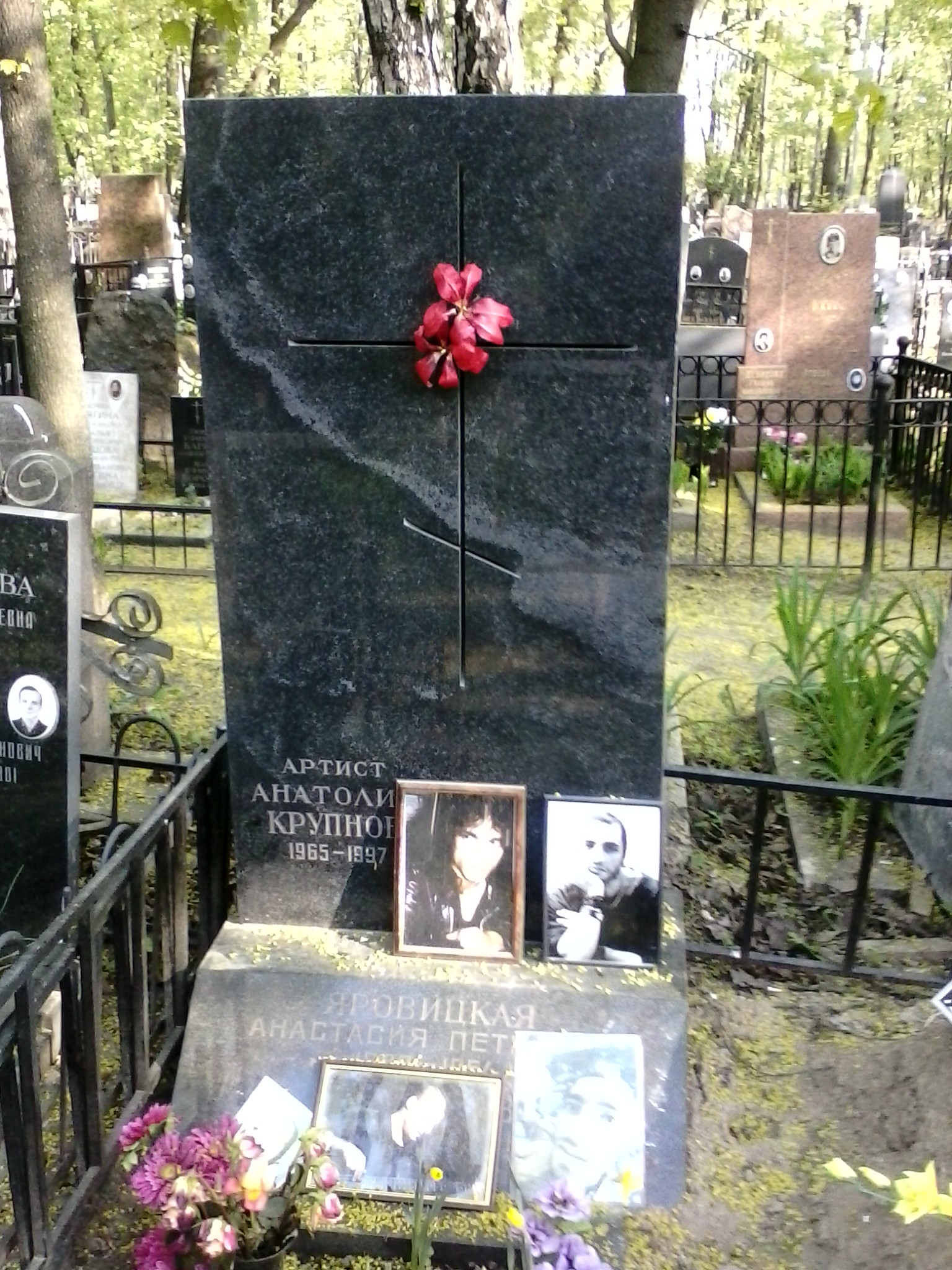
Могила Крупнова на Введенском кладбище Москвы.

### «Крупский сотоварищи», альбом «Чужие песни и несколько своих»
После смерти Крупнова вышел его сольный, записанный в 1996 году, альбом «Крупский сотоварищи» «Чужие песни и несколько своих» — проект, который Крупнов первоначально пытался реализовать под рабочим названием «Крупский и компания». Диск состоит из акустических переработок нескольких песен, исполнявшихся Крупновым ещё в группе «Черный обелиск» («Я остаюсь», «Игрок», «Про любовь», «Аве, Цезарь», «Пельменная»), кавер-версий западных исполнителей («Dance Me To The End Of Love» Леонарда Коэна и «Soli» Адриано Челентано), обработок песен Александра Мирзаяна («Долго будем ожидать» и «Танго»), а также двух ранее неизвестных композиций «Вальс» и «Дорожная».

### «Postальбом»
В 2000 году, спустя три года после смерти Крупнова, вышел двойной памятный CD «Анатолий Крупнов / Postальбом», дописанный музыкантами последнего состава «Черного обелиска» Дмитрием Варшавчиком и Александром Митрофановым. Первый диск представлял собой песни, которые Крупнов так или иначе, но успел записать. Второй содержал написанные, но незаписанные им композиции, спетые его товарищами: Гариком Сукачевым («Неприкасаемые»), Юрием Шевчуком (ДДТ), Александром Ф. Скляром («Ва-Банкъ»), Константином Кинчевым («Алиса»), Сергеем Савиным (Ван Моо), Жаном Сагадеевым («E.S.T.») и Павлом Фроловым («Ночные волки»).
В честь его выхода альбома 30 марта 2000 года в СК «Олимпийский» при полном зале состоялся «Postконцерт Анатолия Крупнова» — мероприятие с участием групп «Сплин», «Zdob Si Zdub», «Чайф», «Ва-Банкъ», «ДДТ», «Неприкасаемые» и др. Все музыканты в этот день исполняли со сцены песни Анатолия Крупнова.

### Новый «Черный обелиск»
После смерти Крупнова группа «Черный обелиск» прекратила существование. Тем не менее в 2000 году несколько бывших участников решили реорганизоваться и возобновить деятельность под именем «Черный обелиск». Репертуар группы состоит как из новых композиций, так и песен Анатолия Крупнова. По словам Дмитрия Борисенкова, «На своих концертах мы играем 2—3 песни Толика. Считаю этого достаточным и корректным. То, какая активность происходит в последнее время вокруг его имени, лично меня удивляет. Но не мне судить людей».

## Семья
С 1983 по 1991 год Анатолий Крупнов был женат на Марии Крупновой (Хелминской), с которой они познакомились 13 марта 1983 года в кафе «Марика» на Петровке, а поженились в день рождения Крупнова, 24 марта 1984 года в ЗАГСе района ВДНХ. В браке у них родились двое сыновей: Владимир (1985) и Петр (1990). Владимир окончил Российский университет дружбы народов по специальности «Лингвист», с 2013 по 2017 год работал на должности третьего секретаря посольства России в Италии. В 2017 году занял должность помощника главы Чувашии. С 2018 по 2020 год работал в представительстве итальянской строительной компании IRD Engineering s.r.l. В 2021 году основал и возглавил московское архитектурно-градостроительное бюро White Stones.
В период с 1991 по 1997 год жил с Алиной Волокитиной. Волокитина впервые увидела Крупнова на сцене на фестивале «Монстры рока» в «Крыльях Советов», когда он играл в составе группы «Шах». Потом их познакомила Анна Глинская, на тот момент бывшая замужем за Боровом («Коррозия Металла»). Крупнов и Волокитина жили на съемных квартирах.
Младшая сестра Крупнова, Наталья, проживает в Нидерландах.

## Смерть
В декабре 1996 года коллектив «Черный обелиск» в составе трио приступил к записи нового альбома, одним из рабочих вариантов названия которого был «Три товарища» (отсыл к книге Эриха-Марии Ремарка). Однако 27 февраля 1997 года на музыкальной студии «Турне» Анатолий Крупнов скончался от сердечного приступа, не дожив меньше месяца до 32-летия.
Последней видеосъемкой Анатолия Крупнова и группы «Черный обелиск» является выступление в телепередаче «Добрый вечер с Игорем Угольниковым», посвященной проекту «Странные скачки» памяти Владимира Высоцкого. Эфир программы состоялся 24 февраля 1997 года: на этой съемке группа исполнила песню «Жираф». Последнее телеинтервью Крупнова — передача «Акулы пера», записанная 9 февраля 1997 года и вышедшая в эфир уже после его смерти.
Анатолий Крупнов похоронен на Введенском кладбище Москвы (25 участок).

## Память
Весной 2015 года, к 50-летию Анатолия Крупнова, директором группы «Черный обелиск» 1992—1997 годов Александром Юрасовым было объявлено о начале широкомасштабной акции под хештегом #GodKrupnova. В день рождения Крупнова, 24 марта, в Интернете появился видеоролик с флэшмобом на песню «Я остаюсь», в котором приняли участие большое количество друзей и единомышленников Анатолия Крупнова.
Был проведен ряд памятных мероприятий (в частности, фотовыставка «Контрабас 50/50»), эфиры и радиоинтервью, публикации в прессе, посвященные жизни и творчеству Анатолия Крупнова, а также подготовлен к переизданию бэк-каталог его песен. Все происходящее в течение года освещалось на странице в «Фейсбуке», где также публиковались воспоминания различных людей о Крупнове и ранее неизвестные аудитории факты и материалы.
Акция #ГодКрупнова была завершена телевизионным эфиром на «Канале ЧЕ» — «Квартирник у Маргулиса» — концертом, в котором исполнялись песни Крупнова.
24 марта 2016 года, в день 51-летия Анатолия Крупнова было объявлено о том, что акция «Год Крупнова» будет продолжена и перейдёт в «Год Крупский Сотоварищи». Готовился трибьют-альбом песен Анатолия Крупнова и книга о нём, воспоминаниями для которой поделились многие его друзья и соратники.
23 февраля 2017 года на юбилейной музыкальной премии «Чартова дюжина» Крупнов стал победителем в номинации «Легенда». На сцене СК «Олимпийский» награду из рук Гарика Сукачёва, спустя почти 20 лет после смерти Анатолия Крупнова, принимал его старший сын Владимир.
27 февраля 2018 года, в день памяти Крупнова, компания «Navigator Records» объявила выпуск трёх дисков, под названием «Я остаюсь». Концепция этого издания — показать весь творческий путь Анатолия. В рамках серии было запланировано выпустить четыре бокса, включающих 12 пластинок. Первый будет должен был содержать лучшее, созданное Крупновым «в идеальном звучании» — от «Чёрного обелиска» до «Крупский сотоварищи». Второй под условным названием «андеграундный Крупнов»: альбомы «86—88», «Стена», «One more day» и «Ещё один день». Третий — мейнстрим («Крупский сотоварищи», «Post альбом»). Четвёртым станет трибьют музыканту.
В 2019 году вышел документальный фильм «Анатолий Крупнов. Он был».
В 2022 году Гарик Сукачёв выпустил проект «Я остаюсь», который оказался кавер-версией известной песни Крупнова, также был показан клип, своего рода манифест остающихся в России музыкантов и упрёк уехавшим коллегам.

## Дискография

### Черный обелиск
- 1986 — концертная программа «Апокалипсис»
- 1987 — концертная программа «Цветы зла»
- 1988 — концертная программа «Серый святой»

(композиции 1986—1988 годов доступны в виде различных концертных записей)
- 1990 — «Жизнь после смерти» (демо)
- 1991 — «Стена» (демо-альбом)
- 1991 — «One More Day» (демо-альбом)
- 1992 — «Ещё один день»
- 1993 — «96 % + 415» (демо)
- 1994 — «Я остаюсь»
- 1994 — «Стена» (ремейк)
- 1994 — «Память о прошлом» (сборник концертных записей)
- 1995 — «1986—1988» (студийный ремейк ранних концертных записей)
- 2004 — «Пятница 13» (концерт-презентация альбома «Ещё один день» 13.11.1992)
- 2006 — «Апокалипсис Live» (концертные записи 1987 года)
- 2006 — «20 лет и ещё один день…» (DVD, раритетные записи 90-х)

### Shah
- 1989 — «Beware»

### Anton Garcia Grand Orchestra
- 1990 — «Hopeles Time» (издан только в 2019, партии бас-гитары в нескольких треках: 2, 5, 7, 8, 9, 10, 11, 12, 13, 14)

### Неприкасаемые
- 1994 — «Брел, брел, брел»
- 1995 — «Между водой и огнем» (Концерт в Кафедральном соборе Калининграда (записано в сентябре 1993 года))
- 1996 — «Неприкасаемые, часть 2»
- 1999 — «Города, где после дождя дымится асфальт» (песни: «Города, где после дождя дымится асфальт» и «Я остаюсь (live)»)

### ДДТ
- 1995 — «Это всё…» (альбом, соавтор аранжировок к песням «Глазища», «Белая река», «Российское танго» и «Жизнь на месте»)
- 1997 — «Рождённый в СССР» (фильм-концерт и концертный альбом, соавтор аранжировки к песне «Духи»)

### Сольно
- 1997 — Крупский сотоварищи — «Чужие песни и несколько своих»
- 2000 — Анатолий Крупнов — «Postальбом»

## Фильмография
- 1996 — «Научная секция пилотов» — лейтенант.
- 2000 — «Право на выбор» (фильм не вышел в прокат) — незнакомец из сна.